# M-185

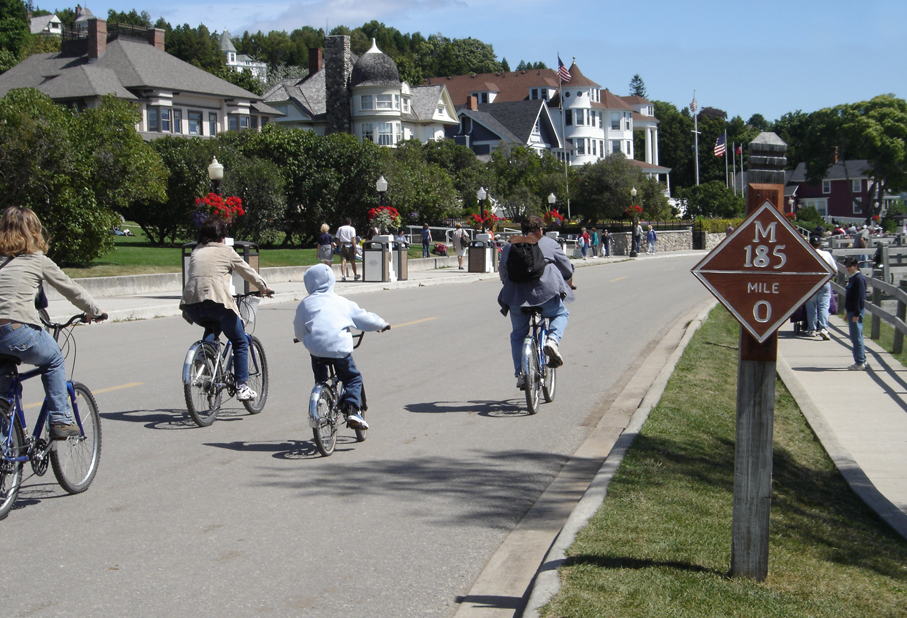
Ruim baan voor fietsers op de M-185

De M-185 is een state highway in de Amerikaanse staat Michigan. De weg is 12 km lang en loopt rondom het eiland Mackinac. Het is de enige state highway in Michigan waar gemotoriseerd verkeer niet is toegestaan.

Het verkeer vindt er plaats op de fiets, te voet, te paard, of per paard en wagen. De weg is aangelegd in het begin van de 20e eeuw en is in 1950 verhard.